# Martin Christoph Metzger
Pour les articles homonymes, voir Metzger.
Martin Christoph Metzger (également Martin Christoph Mezger), né le 4 septembre 1625 à Vienne et mort le 10 mai 1690 à Ratisbonne, est un médecin.

## Biographie
Martin Christoph Metzger naît le 4 septembre 1625 à Vienne.